# Mesomys
A Mesomys az emlősök (Mammalia) osztályának a rágcsálók (Rodentia) rendjébe, ezen belül a tüskéspatkányfélék (Echimyidae) családjába tartozó nem.

## Rendszerezés
A nembe az alábbi 4 faj tartozik:
- Mesomys hispidus Desmarest, 1817 - típusfaj
- Mesomys leniceps Thomas, 1926
- Mesomys occultus Patton, da Silva, & Malcolm, 2000
- Mesomys stimulax Thomas, 1911